# Грінченківка
Грінче́нківка, або Грінчеви́чівка — український правопис вперше використаний та заведений українсько-російським словником Бориса Грінченка 1907 року.

## Елементи правопису
У передмові до свого Російсько-українського словника Грінченко зазначив, що у його виданні використано «в українських паралелях» правопис зі «Словника російської мови» складеного Другим відділом Імператорської академії наук", а також український правопис 1904 року прийняти у Наддністрянській Україні НТШ у Львові.
Грінченко використав у своєму правописі такі елементи правопису 1904 року як вживання йо, ьо та апостроф, зокрема вживання апострофа і після губних приголосних перед є, ї, я, ю, вживання тільки і після м'яких приголосних тощо.
Однак, все ж Грінченко ввів значні зміни, у порівнянні з українським правописом 1904 року. Усупереч правопису прийнятому у 1904 році у Наддністрянській Україні НТШ у Львові, Грінченко велику групу загальних назв, згідно з наддніпрянською вимовою, надрукував із початковою літерою и: идол, ижиця, икати, илкий, инакий і похідні від нього, индик, иржа, Ирід (Ирод), искра, ич

## Вплив та оцінка грінченківки
Практично без змін грінченківку вжив Є. Тимченко для написання свого словника 1907 року Українська граматика..
Про роль Б. Грінченка І. Огієнко сказав: «Правопис цього словника був прийнятий по всіх українських редакціях та виданнях. Ось цей правопис, як слід збірної праці письменників всього XIX століття й усього українського народу, і запанував в Україні, і держиться в нас аж до сьогодні». Справді, Б. Грінченко використав із практики своїх попередників усе, що було раціональне, відповідало природі української мови, надавало її орфографії національного обличчя. Та цей правопис все-таки використовували не в усіх деталях. Наприклад, у російсько-українському словничку географічної термінології, укладеному Природничою комісією Українського товариства шкільної освіти (1917 р.), не вживається апостроф: згірья, скамьянілість.